# Debre Marqos
Debre Marqos (Ge'ez:ደብረ ማርቆስ, également appelée Debre Markos ou Mankorar) est une ville et une woreda du centre-est de l'Éthiopie, située dans la zone administrative Misraq Godjam de la région Amhara. La ville tient son nom de sa principale église qui a été construite en 1869 et est dédiée à saint Marc. Jusqu'à la réorganisation administrative qui suivit l'adoption de la constitution de 1995, la ville était la capitale de la province de Godjam.
Debre Marqos est desservie par un aéroport dont la piste n'est pas goudronnée.

## Histoire
Au XIXe siècle, Debre Marqos était la capitale du négus du Godjam, Tekle-Haïmanot. La population de la ville fluctuait en fonction de la présence ou l'absence des troupes du négus. Lorsqu'il résidait en ville, il y avait entre 20 000 et 40 000 habitants alors qu'en son absence Debre Marqos ne dépassait pas 5 000 à 6 000 personnes.
Le palais du négus Tekle-Haïmanot fut remodelé en 1926 par le ras Hailu Tekle-Haïmanot, dans le style des bâtiments européens, après un voyage en Europe avec Hailé Sélassié Ier. En 1935, la ville possédait un service postal, le télégraphe et le téléphone.
Les Italiens sont arrivés à Debre Marqos le 20 mai 1936.Achille Starace, qui était arrivé en avion dans la ville, annonça  aux habitants locaux étonnés qu'il était venu les libérer de leurs oppresseurs[réf. nécessaire]. Debre Marqos fut ensuite isolée et assiégée lors d'une révolte en 1938. Le général Ugo Cavallero, avec seize mille hommes soutenus par des avions et des chars, écrasa la révolte à la fin du mois de mai 1938. Les Italiens avaient fait construire une importante fortification qui fut prise par la Force Gideon, un corps d'élite britannique, et par les arbegnochs (ou combattants de la résistance) le 3 avril 1941 durant la campagne d'Afrique de l'Est. 
En 1957, l'école du négus Tekle-Haïmanot à Debre Marqos était l'une des neuf écoles secondaires provinciales d'Éthiopie. En 1960, la ville a accueilli une filière de l'Ethiopian Electric Light and Power Authority, la société nationale chargée de produire et distribuer l'électricité dans le pays.